# Al-Mansur Lajin
Al-Màlik al-Mansur Hussam-ad-Din Lajin —àrab: الملك المنصور حسام الدين لاجين, al-Malik al-Manṣūr Ḥusām ad-Dīn Lājīn (o Lāčīn)—, més conegut simplement com al-Mansur Lajin o com Lajin, segons la pronúncia turca Lačin, soldà mameluc bahrita o kiptxak del Caire (1296-1299).
Fou mameluc del sultà Al-Mansur Alí ibn Aybak, fou comprat després de la deposició del seu amo (1259) pel que després fou el sultà Qalàwun que quan va pujar al tron el 1279 el va elevar a amir i l'abril del 1280 el va designar governador de la ciutadella de Damasc. El governador de la província era Sunkur al-Ashkar que es va inquietar per aquest nomenament i es va revoltar, proclamant-se sultà. Però la rebel·lió fou sufocada per un cos expedicionari enviat des d'Egipte i el juliol del 1280 Lajin era nomenat governador provincial.
El seu govern fou molt encertat i a la mort de Qalàwun era un dels amirs més influents. Llavors va pujar al tron el fill de Qalàwun, al-Màlik al-Àixraf Salah-ad-Din Khalil ibn Qalàwun (1290-1293). Aquest desconfiava de Lajin i al seu torn aquest n'estava assabentat. Lajin va dirigir el contingent de Damasc al setge d'Acre el 1291 però fou arrestat durant les operacions i enviat a Safad (maig de 1291), sent substituït per Sanjar al-Shujai. Lajin poc després es va reconciliar amb el sultà però no va recuperar la seva posició.
El setembre de 1292, per temor a ser arrestat per segona vegada, va fugir i fou capturat per uns àrabs que el van portar al Caire i anava a ser executat però finalment fou alliberat sense càrrecs per la intervenció de Baydara al-Mansur davant el sultà; aquest va concedir Lajin com a mameluc a Baydara. Llavors Lajin va formar part del grup que conspirava contra el sultà dirigit pel naib al-saltana Baydara al-Mansur i altres amirs descontents. El sultà fou assassinat en una cacera el 14 de desembre de 1293 però l'objecte de la conspiració, que era posar al tron a Baydara, no es va aconseguir, ja que aquest va resultar mort en les lluites al cap de dos dies. Lajin va haver de fugir altre cop.
Al-Màlik An-Nàssir Muhàmmad ibn Qalàwun, un germà del sultà assassinat, de pocs anys, fou posat al tron (1293-1294) i Kitbugha al-Mansuri nomenat naib al-saltana amb el poder de fet. L'agost de 1294 Lajin va reaparèixer i va convèncer a Kitbugha d'usurpar el sultanat i el desembre de 1294, ja amb Kitbugha al tron, fou nomenat naib al-saltana.
El regnat de Kitbugha fou curt i va estar marcar per la fam i escassetat que va assolar Egipte, i per la instal·lació a Palestina de guerrers oirats amb les seves famílies que fugien de l'il-khan Ghazan que havia deposat a Baydu (segona meitat del 1295). Com que Kitbugha era mongol els amirs circassians van témer que el sultà no fes aliança amb aquestos nou vinguts en contra d'ells, per privar-los del seu poder. Lajin va encapçalar la facció dels circassians que va deposar el sultà el novembre de 1296 i va ser proclamat al seu lloc. Per accedir al poder no obstant va haver de signar un pacte amb els mamelucs que l'havien acompanyat en el cop d'estat, pel qual el sultà abandonava el seu poder discrecional i renunciava a promoure als seu propis mamelucs en perjudici d'altres; però en cas d'incompliment no s'establia cap conseqüència.
Tot i l'acord Lajin va intentar allunyar als mamelucs de Kitbugha i nomenar als de la seva pròpia casa. El setembre de 1297 el sultà va destituir al naib al-saltana, Kara Sunkur al-Mansuri, el principal conspirador, i el va substituir per un dels seus propis mamelucs, Mankutamur. Aquest no va exercir el càrrec amb eficiència i justícia i es va guanyar l'hostilitat de diversos amirs, que també es van amoïnar a causa d'una reforma fiscal que havia decidit el sultà i per la qual es revisava el cadastre (la primera vegada després de Saladí) i es redistribuïen les iktes (feus); aquesta redistribució (al-rawk al-husami) va tenir lloc a la primavera del 1298; les anteriors categories de beneficiaris es van mantenir: el sultà (al-khass), els amirs i la halka, però mentre l'assignació a l'al-khass va romandre la mateixa, la de les altres dues categories fou reunides i en conjunt rebien uns feus menys importants. El sultà obtenia un rendiment suplementari i a més podia mobilitzar un nou contingent (que podria utilitzar contra els amirs). La conspiració es va posar en marxa. La nit del 16 de gener de 1299 Lajin fou assassinat. Mankutamur fou arrestat i executat. Després d'uns dies d'incertesa, An-Nàssir Muhàmmad ibn Qalàwun, el fill de Qalàwun que havia regnat de 1293 a 1294, fou restaurat en el tron.